# Kotek wyspowy
Kotek wyspowy, kot wyspowy, kot z Iriomotejimy, kot z Iriomote, kot Iriomote (Prionailurus bengalensis iriomotensis) – rzadki podgatunek kotka bengalskiego, drapieżnego ssaka z rodziny kotowatych (Felidae), uważany przez niektórych badaczy za odrębny gatunek. Występuje jedynie na wyspie Iriomote w archipelagu Riukiu.

## Taksonomia
Takson opisany jako odrębny gatunek na podstawie cech morfologicznych, lecz analizy genetyczne wykazują, iż jest to synonim kotka bengalskiego (P. bengalensis).

## Charakterystyka i tryb życia
Samiec kota wyspowego waży przeciętnie około 4 kilogramów, przy długości ciała 51–56 cm i ogona około 30 cm. Samce i samice wyglądają podobnie, przy czym samice są trochę mniejsze i ważą około 3,25 kilogramów. Koty te mają ciemnobrązową sierść, lekko szarawą na bokach i kończynach. Charakteryzują się białymi plamkami pod każdym okiem oraz wewnątrz oka, blisko nosa. Okrągłe uszy posiadają z tyłu również białe plamki.
Kot wyspowy jest samotnikiem. Każdy osobnik żeruje na obszarze 2 do 3 km kwadratowych, który nakłada się na rewiry wielu innych kotów. Poluje o zmierzchu i jest aktywny prawie przez całą noc. Zręcznie wspina się po drzewach i z pewnością na nich również poluje. Potrafi także pływać (znane są obserwacje dzikich kotów przepływających rzeki). Pożywienie zdobywa na lądzie, na drzewach oraz w wodzie. Główną część jego zdobyczy stanowią ryby, nietoperze, ptaki, scynki z rodzaju Eumeces oraz owady.
Obserwacje dorosłego samca kota wyspowego przeprowadzone w ogrodzie zoologicznym Kodomonokuni na Okinawie wykazały, że zwierzę jest najbardziej aktywne o świcie i o zmierzchu a także, że prowadzi bardziej nocny tryb życia w lecie i bardziej dzienny w zimie. Przypuszcza się, że na wolności koty te parzą się w zimie, wówczas słychać było ich nawoływania i walki. Samica na legowisko wybiera skalną szczelinę lub dziuplę, gdzie rodzi się nie mniej niż cztery młode. Kocięta przychodzą na świat w końcu kwietnia lub maja, wydaje się, że uzyskują dojrzałość szybciej od kociąt kota domowego. Widziano młode koty z Iriomote samodzielne już w wieku trzech miesięcy.
Odkrycie tego gatunku zawdzięczamy japońskiemu pisarzowi i przyrodnikowi Yukio Togawa. W 1967 roku kot wyspowy został uznany za nowy gatunek. Spośród wszystkich kotów on ma najmniejszy areał – jego powierzchnia jest równa powierzchni wyspy (284 km²).

## Zagrożenia i ochrona
W Czerwonej księdze gatunków zagrożonych Międzynarodowej Unii Ochrony Przyrody i Jej Zasobów był klasyfikowany jako krytycznie zagrożony CR (jako podgatunek Prionailurus bengalensis ssp. iriomotensis), obecnie (jako takson nieuznawany) nie jest klasyfikowany.
Na wyspie o powierzchni 289 km² żyje prawdopodobnie od 50 do 100 kotów. Rząd japoński uznał tego kota za skarb narodowy. Japonia przeznaczyła jedną trzecią wyspy na narodowy rezerwat, a prawo nie pozwala łowić kotów dla żadnego celu. Niestety, liczba kotów wyspowych ciągle spada. Giną one w sidłach na dziki, a także z powodu kurczenia się odpowiednich siedlisk. Dawniej uchodziły za przysmak. W roku 1984 dzięki Shigeki Yasuma oraz komitetowi naukowemu WWF w Japonii powstał plan ratowania tego gatunku. Osiągnięto jednak niewielkie postępy.